# Biston griscaria
Biston griscaria là một loài bướm đêm trong họ Geometridae.